# 最優秀バッテリー賞
最優秀バッテリー賞（さいゆうしゅうバッテリーしょう）は、日本プロ野球の選手表彰の一つ。なお、日本野球機構が主催する表彰ではなく、スポーツニッポン新聞社が制定している。正式賞名はプロ野球最優秀バッテリー賞（プロやきゅうさいゆうしゅうバッテリーしょう）。

## 概要
スポーツニッポン新聞社と一般社団法人電池工業会の共催により、1991年に制定された。優勝などのチーム成績に関係なく、「最強のバッテリー」を選ぶ賞である。2010年までは共催だったが、2011年より電池工業会は「協力」という形になり、スポーツニッポン新聞社主催の賞となっている。2013年からはイエローハットなどの協賛社がつくようになった。
スポーツニッポン新聞社専属評論家等による選考委員会により、両リーグから各1組のバッテリー（投手1人、捕手1人）が選ばれ、受賞者には賞金100万円と協賛各社等からの副賞が贈られる副賞としてがそれぞれ贈られる。まれに著しい活躍をした選手が特別賞として表彰されることもある。
DAZNが特別協賛だった2020年から2022年までの3シーズンは、月間賞の選出も行われていた（詳細は後述）。

## 選考基準
- 投手

先発ローテーションの軸として、あるいは抑え投手として1年間活躍することが最低条件。先発投手は10勝、リリーフは30セーブもしくは30ホールドが目安。
- 捕手

リード、盗塁阻止率の高さ、捕逸の少なさなどを総合的に判定。レギュラーもしくはそれに準ずる試合数に出場していることが最低条件。

## 歴代受賞者
| 年度 | セントラル・リーグ | セントラル・リーグ | セントラル・リーグ | パシフィック・リーグ | パシフィック・リーグ | パシフィック・リーグ | 特別賞               |
| 年度 | 投手               | 捕手               | 所属球団           | 投手                 | 捕手                 | 所属球団             | 特別賞               |
| ---- | ------------------ | ------------------ | ------------------ | -------------------- | -------------------- | -------------------- | -------------------- |
| 1991 | 西村龍次           | 古田敦也           | ヤクルト           | 工藤公康             | 伊東勤               | 西武                 |                      |
| 1992 | 岡林洋一           | 古田敦也(2)        | ヤクルト           | 石井丈裕             | 伊東勤(2)            | 西武                 | 達川光男（広島）     |
| 1993 | 山本昌広           | 中村武志           | 中日               | 金石昭人             | 田村藤夫             | 日本ハム             | 古田敦也（ヤクルト） |
| 1994 | 桑田真澄           | 村田真一           | 巨人               | 吉田豊彦             | 吉永幸一郎           | ダイエー             |                      |
| 1995 | T.ブロス           | 古田敦也(3)        | ヤクルト           | 平井正史             | 中嶋聡               | オリックス           |                      |
| 1996 | 斎藤雅樹           | 村田真一(2)        | 巨人               | 西口文也             | 伊東勤(3)            | 西武                 | 西山秀二（広島）     |
| 1997 | 田畑一也           | 古田敦也(4)        | ヤクルト           | 西口文也(2)          | 伊東勤(4)            | 西武                 |                      |
| 1998 | 佐々木主浩         | 谷繁元信           | 横浜               | 西口文也(3)          | 伊東勤(5)            | 西武                 |                      |
| 1999 | 野口茂樹           | 中村武志(2)        | 中日               | 工藤公康(2)          | 城島健司             | ダイエー             | 上原浩治（巨人）     |
| 2000 | 五十嵐亮太         | 古田敦也(5)        | ヤクルト           | 吉田修司             | 城島健司(2)          | ダイエー             |                      |
| 2001 | 藤井秀悟           | 古田敦也(6)        | ヤクルト           | 田之上慶三郎         | 城島健司(3)          | ダイエー             |                      |
| 2002 | 上原浩治           | 阿部慎之助         | 巨人               | 豊田清               | 伊東勤(6)            | 西武                 |                      |
| 2003 | 井川慶             | 矢野輝弘           | 阪神               | 斉藤和巳             | 城島健司(4)          | ダイエー             |                      |
| 2004 | 川上憲伸           | 谷繁元信(2)        | 中日               | 三瀬幸司             | 城島健司(5)          | ダイエー             |                      |
| 2005 | 藤川球児           | 矢野輝弘(2)        | 阪神               | 渡辺俊介             | 里崎智也             | ロッテ               |                      |
| 2006 | 川上憲伸(2)        | 谷繁元信(3)        | 中日               | 斉藤和巳(2)          | 的場直樹             | ソフトバンク         |                      |
| 2007 | 高橋尚成           | 阿部慎之助(2)      | 巨人               | 成瀬善久             | 里崎智也(2)          | ロッテ               |                      |
| 2008 | S.グライシンガー   | 阿部慎之助(3)      | 巨人               | 岩隈久志             | 藤井彰人             | 楽天                 | 藤川球児（阪神）     |
| 2009 | D.ゴンザレス       | 阿部慎之助(4)      | 巨人               | 涌井秀章             | 銀仁朗               | 西武                 |                      |
| 2010 | 前田健太           | 石原慶幸           | 広島               | 杉内俊哉             | 田上秀則             | ソフトバンク         |                      |
| 2011 | 吉見一起           | 谷繁元信(4)        | 中日               | 田中将大             | 嶋基宏               | 楽天                 |                      |
| 2012 | 内海哲也           | 阿部慎之助(5)      | 巨人               | 吉川光夫             | 鶴岡慎也             | 日本ハム             |                      |
| 2013 | 前田健太(2)        | 石原慶幸(2)        | 広島               | 田中将大(2)          | 嶋基宏(2)            | 楽天                 |                      |
| 2014 | 菅野智之           | 阿部慎之助(6)      | 巨人               | 金子千尋             | 伊藤光               | オリックス           |                      |
| 2015 | 石川雅規           | 中村悠平           | ヤクルト           | 大谷翔平             | 大野奨太             | 日本ハム             |                      |
| 2016 | 野村祐輔           | 石原慶幸(3)        | 広島               | 石川歩               | 田村龍弘             | ロッテ               |                      |
| 2017 | 菅野智之(2)        | 小林誠司           | 巨人               | 菊池雄星             | 炭谷銀仁朗(2)        | 西武                 |                      |
| 2018 | 大瀬良大地         | 會澤翼             | 広島               | 多和田真三郎         | 森友哉               | 西武                 | 菅野智之（巨人）     |
| 2019 | 山口俊             | 小林誠司(2)        | 巨人               | 増田達至             | 森友哉(2)            | 西武                 |                      |
| 2020 | 大野雄大           | 木下拓哉           | 中日               | 千賀滉大             | 甲斐拓也             | ソフトバンク         |                      |
| 2021 | 柳裕也             | 木下拓哉(2)        | 中日               | 山本由伸             | 若月健矢             | オリックス           |                      |
| 2022 | 青柳晃洋           | 梅野隆太郎         | 阪神               | 山本由伸(2)          | 若月健矢(2)          | オリックス           |                      |
| 2023 | 東克樹             | 山本祐大           | DeNA               | 山本由伸(3)          | 若月健矢(3)          | オリックス           |                      |
| 2024 | 菅野智之(3)        | 小林誠司(3)        | 巨人               | 有原航平             | 甲斐拓也(2)          | ソフトバンク         |                      |

### 歴代ベストバッテリー賞
2010年は、20回目を迎えたことによる記念イベントとして、歴代ベストバッテリー賞の表彰も行った。歴代の最優秀バッテリー賞受賞者の中からファン投票によって選出するもので、第1回受賞者である工藤公康と伊東勤が選出された。

## 最優秀バッテリー賞に関する主な記録

### 3回以上の捕手受賞者
凡例
- 太字はNPB現役

| 投手       | 回数 | 年度                               |
| ---------- | ---- | ---------------------------------- |
| 古田敦也   | 6    | 1991, 1992, 1995, 1997, 2000, 2001 |
| 伊東勤     | 6    | 1991, 1992, 1996, 1997, 1998, 2002 |
| 阿部慎之助 | 6    | 2002, 2007, 2008, 2009, 2012, 2014 |
| 城島健司   | 5    | 1999, 2000, 2001, 2003, 2004       |
| 谷繁元信   | 4    | 1998, 2004, 2006, 2011             |
| 石原慶幸   | 3    | 2010, 2013, 2016                   |
| 小林誠司   | 3    | 2017, 2019, 2024                   |
| 若月健矢   | 3    | 2021, 2022, 2023                   |

### 3回以上の投手受賞者
| 投手     | 回数 | 年度             |
| -------- | ---- | ---------------- |
| 西口文也 | 3    | 1996, 1997, 1998 |
| 菅野智之 | 3    | 2014, 2017, 2024 |
| 山本由伸 | 3    | 2021, 2022, 2023 |

### その他の記録
- 最多回数選出バッテリー・最多連続年数選出バッテリー

西口文也 - 伊東勤（3回・1996 - 1998年）
山本由伸 - 若月健矢（3回・2021年 - 2023年）
- 最多回数選出選手

投手：西口文也、山本由伸、菅野智之（3回）
捕手：古田敦也、伊東勤、阿部慎之助（6回）
- 新人選手の選出

三瀬幸司（投手・2004年）

## 月間賞
DAZNが特別協賛となった2020年、月間賞が新設されることとなった。月間賞の選考委員をDAZNの解説者も務めている多村仁志と中村紀洋が務めることが発表され、多村はセ・リーグを、中村はパ・リーグを担当した。月間賞は年間選考委員会の参考資料にもなる。
2021年についてはオープン戦が、2022年はセ・パ交流戦が選考の対象となった。
2023年からDAZNが特別協賛でなくなったことに合わせ、3年間続いていた月間賞の選出は予告なく終了した。

### 歴代受賞者（月間賞）
| 年   | 月     | 対象期間          | セントラル・リーグ | セントラル・リーグ | セントラル・リーグ | パシフィック・リーグ | パシフィック・リーグ | パシフィック・リーグ |
| 年   | 月     | 対象期間          | 投手               | 捕手               | 所属球団           | 投手                 | 捕手                 | 所属球団             |
| ---- | ------ | ----------------- | ------------------ | ------------------ | ------------------ | -------------------- | -------------------- | -------------------- |
| 2020 | 6・7   | 6月19日〜7月26日  | 平内龍太           | 大城卓三           | 巨人               | 涌井秀章             | 太田光               | 楽天                 |
| 2020 | 8      | 7月27日〜8月23日  | 平内龍太           | 木下拓哉           | 中日               | 益田直也             | 田村龍弘             | ロッテ               |
| 2020 | 9      | 8月25日〜9月27日  | 平内龍太           | 木下拓哉           | 中日               | 澤村拓一             | 柿沼友哉             | ロッテ               |
| 2020 | 10     | 9月28日〜10月22日 | 平内龍太           | 木下拓哉           | 中日               | 千賀滉大             | 甲斐拓也             | ソフトバンク         |
| 2021 | OP     | 3月2日〜3月21日   | 平内龍太           | 會澤翼             | 広島               | 山岡泰輔             | 頓宮裕真             | オリックス           |
| 2021 | 3・4   | 3月26日〜4月25日  | 平内龍太           | 木下拓哉           | 中日               | 涌井秀章             | 太田光               | 楽天                 |
| 2021 | 5      | 4月26日〜5月24日  | 平内龍太           | 木下拓哉           | 中日               | 松本航               | 森友哉               | 西武                 |
| 2021 | 6      | 5月25日〜6月16日  | 平内龍太           | 梅野隆太郎         | 阪神               | 山本由伸             | 伏見寅威             | オリックス           |
| 2021 | 6・7   | 6月18日〜7月14日  | 平内龍太           | 梅野隆太郎         | 阪神               | N.マルティネス       | 甲斐拓也             | ソフトバンク         |
| 2021 | 8      | 8月13日〜8月31日  | 平内龍太           | 木下拓哉           | 中日               | 山本由伸             | 若月健矢             | オリックス           |
| 2021 | 9      | 9月1日〜9月26日   | 平内龍太           | 梅野隆太郎         | 阪神               | 山本由伸             | 若月健矢             | オリックス           |
| 2021 | 10     | 9月27日〜11月1日  | 平内龍太           | 坂本誠志郎         | 阪神               | 山本由伸             | 若月健矢             | オリックス           |
| 2022 | 3・4   | 3月25日〜4月24日  | 平内龍太           | 梅野隆太郎         | 阪神               | 佐々木朗希           | 松川虎生             | ロッテ               |
| 2022 | 5      | 4月26日〜5月22日  | 平内龍太           | 梅野隆太郎         | 阪神               | 佐々木朗希           | 松川虎生             | ロッテ               |
| 2022 | 交流戦 | 5月24日〜6月12日  | 平内龍太           | 坂本誠志郎         | 阪神               | 加藤貴之             | 宇佐見真吾           | 日本ハム             |
| 2022 | 6・7   | 6月17日〜7月24日  | 平内龍太           | 梅野隆太郎         | 阪神               | 山本由伸             | 若月健矢             | オリックス           |
| 2022 | 8      | 7月29日〜8月28日  | 平内龍太           | 木下拓哉           | 中日               | 宮城大弥             | 伏見寅威             | オリックス           |
| 2022 | 9      | 8月29日〜9月28日  | 平内龍太           | 木下拓哉           | 中日               | 山本由伸             | 若月健矢             | オリックス           |

※OPはオープン戦の略

### 主な記録（月間賞）
- 最多回数選出バッテリー

山本由伸 - 若月健矢（5回）
- 最多回数選出選手

投手：山本由伸（6回）
捕手：木下拓哉（8回）
- 年間最多回数選出選手

投手：山本由伸（4回・2021年6月、8月 - 10月）
捕手：木下拓哉（3回・2020年8月 - 10月、2021年3・4月 - 5月、8月）、梅野隆太郎（3回・2021年6月 - 7月 、9月）、若月健矢（3回・2021年8月 - 10月）